# Montagne Rocciose
Le Montagne Rocciose (in inglese Rocky Mountains) sono una delle più vaste catene montuose della Terra, localizzate nella parte occidentale dell'America del Nord.

## Geografia
Si snodano su una lunghezza che supera i 4800 km dalla Columbia Britannica, in Canada fino al Nuovo Messico, negli Stati Uniti.
La vetta più alta della catena è il Monte Elbert in Colorado che tocca i 4401 m s.l.m..
Anche se non fanno parte della Cordigliera del Pacifico del Nord America, le Montagne Rocciose sono distinte invece dalla Catena Costiera Pacifica che corre immediatamente adiacente sopra la costa dell'Oceano Pacifico.
Il bordo orientale delle Montagne Rocciose s'innalza sopra le Grandi Pianure del Nord America, e su questo versante come sottocatene troviamo il Front Range che va dal nord del Nuovo Messico al nord del Colorado, il Wind River Range e i Monti Big Horn del Wyoming, i Monti Crazy e il Rocky Mountain Front nel Montana, e i Monti Clark in Alberta, insieme ad una serie di catene in Canada chiamate Continental Range. Il Monte Robson nella Columbia Britannica, con i suoi 3 954 metri sul livello del mare, è la vetta più elevata delle Montagne Rocciose Canadesi.

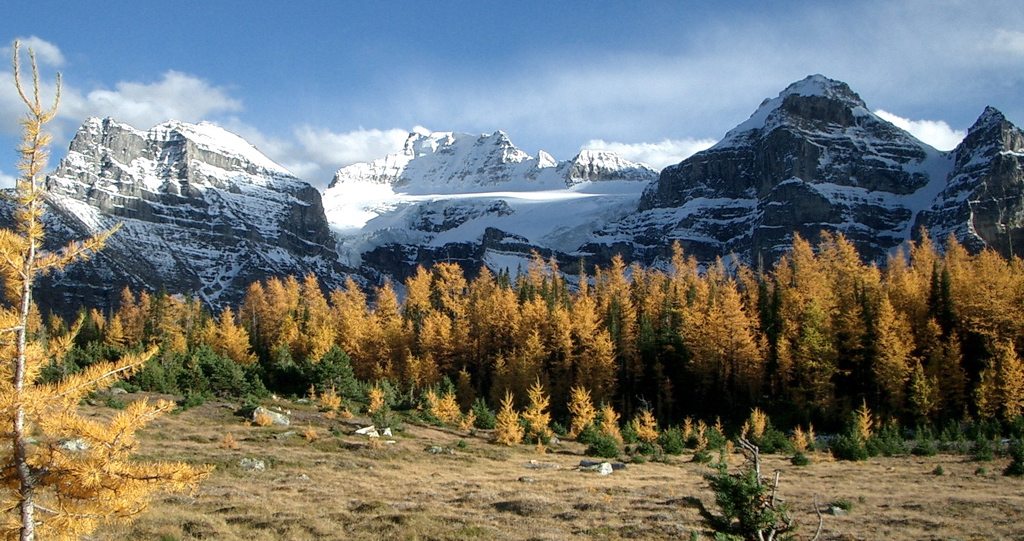
Picchi innevati e larici in autunno sulle Montagne Rocciose

Il bordo occidentale delle Montagne Rocciose, come ad esempio i Monti Wasatch a Est di Salt Lake City nello Utah divide il Gran Bacino da altre catene montuose più occidentali. Non si estendono nelle regioni nord-occidentali della Columbia Britannica e pertanto non raggiungono il territorio canadese dello Yukon e l'Alaska. Sono comunemente comprese nell'ampia regione che va dal fiume Liard in Columbia Britannica a nord, fino al Rio Grande nel Nuovo Messico a sud.
Una lunga serie di altre catene montuose continuano al di là di questi due fiumi, tra cui i Monti Selwyn nello Yukon, i Monti Mackenzie al confine con i Territori del Nord-Ovest, la Catena dei Monti Brooks nel nord dell'Alaska e la Sierra Madre in Messico, ma non fanno parte delle Montagne Rocciose, anche se sono parte della più ampia Cordigliera Americana. Nella definizione statunitense di Montagne Rocciose, tuttavia, vengono incluse anche i monti Cabinet e Salish in Idaho e Montana, mentre le loro controparti a nord del fiume Kootenai, i Monti Columbia che si snodano nelle regioni centro meridionali della Columbia Britannica, sono considerati un sistema separato in Canada.

### Principali vette

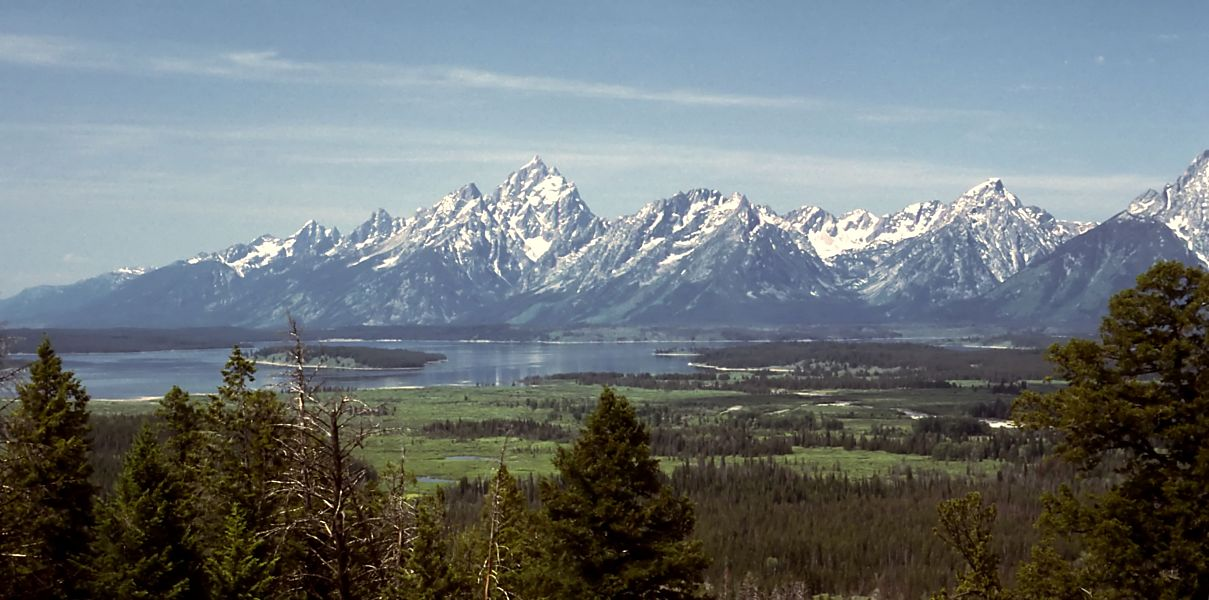
Monti Teton

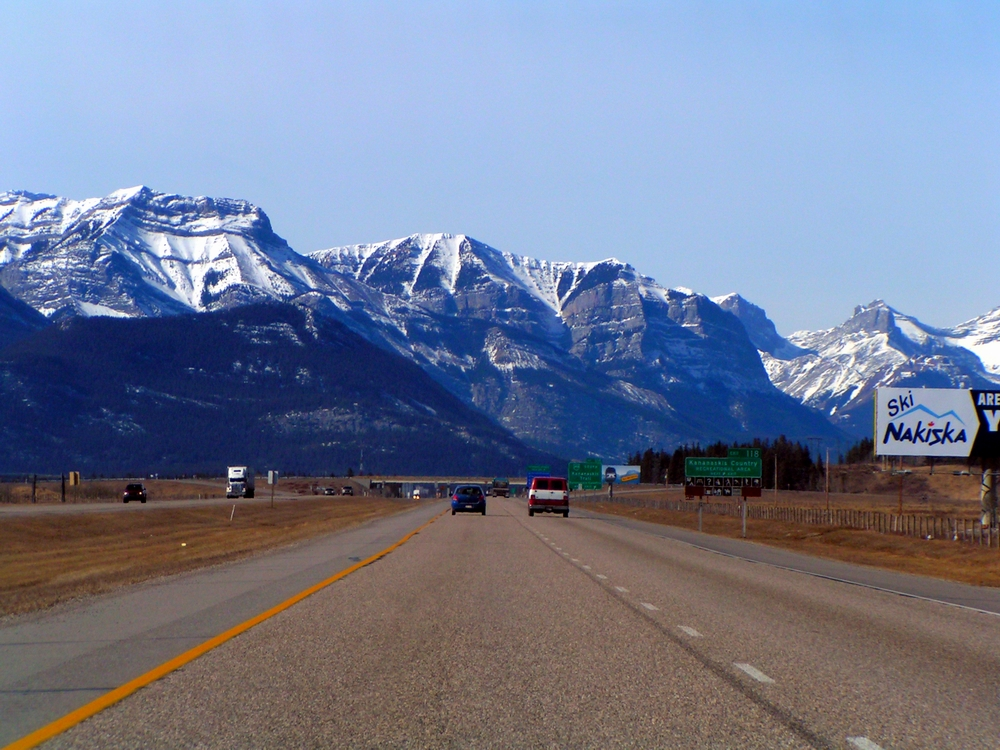
Montagne Rocciose in Alberta, Canada

Tutte le 10 principali vette si trovano nel Colorado.
| Posizione | Montagna         | Catena montuosa        | Altezza | Prominenza |
| --------- | ---------------- | ---------------------- | ------- | ---------- |
| 1         | Monte Elbert     | Sawatch Range          | 4401    | 2772       |
| 2         | Monte Massive    | Sawatch Range          | 4398    | 592        |
| 3         | Monte Harvard    | Collegiate Peaks       | 4397    | 709        |
| 4         | La Plata Peak    | Collegiate Peaks       | 4379    | 562        |
| 5         | Blanca Peak      | Monti Sangre de Cristo | 4374    | 1623       |
| 6         | Uncompahgre Peak | Montagne San Juan      | 4365    | 1304       |
| 7         | Crestone Peak    | Crestones              | 4359    | 1388       |
| 8         | Monte Lincoln    | Mosquito Range         | 4357    | 1177       |
| 9         | Castle Peak      | Elk Mountains          | 4352    | 721        |
| 10        | Grays Peak       | Front Range            | 4352    | 844        |

## Geologia

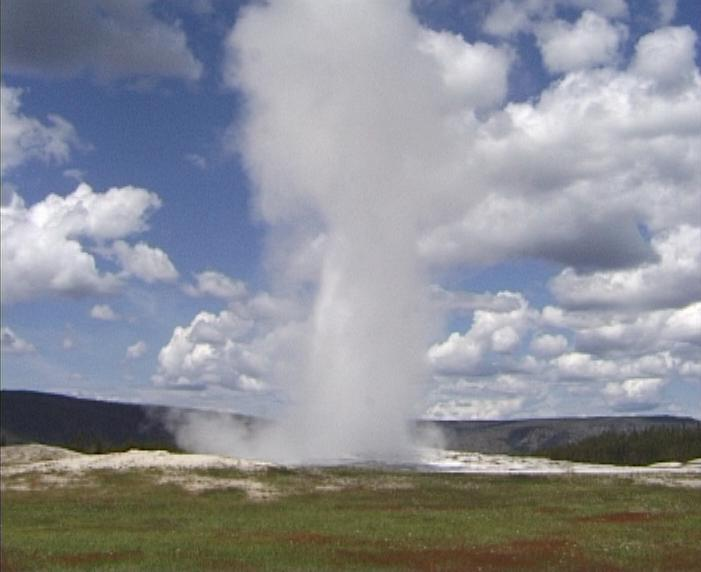
Geyser nel parco di Yellowstone, testimonianza di residue attività vulcaniche ancora importanti in alcune sezioni delle Montagne Rocciose

Le catene più giovani delle Montagne Rocciose si innalzarono sul finire del Cretaceo (100 milioni-65 milioni di anni fa), anche se alcune catene meridionali datano la loro formazione nel corso del Precambriano (3.980 milioni-600 milioni di anni fa). Geologicamente le montagne sono costituite da un complesso di rocce ignee e metamorfiche; giovani rocce sedimentarie si trovano lungo i margini meridionali delle Montagne rocciose, e rocce vulcaniche dal terziario (65 milioni di-1,8 milioni di anni fa) sono presenti nei Monti San Juan e in altri settori.
Millenni di grandi erosioni nei bacini intermontani del Wyoming hanno trasformato il terreno rendendolo relativamente piatto. I monti Teton e altre catene centro-settentrionali contengono rocce del Paleozoico e Mesozoico sopra nuclei di rocce ignee e metamorfiche del Proterozoico e Archeano di età che varia dagli 1,2 miliardi di anni fa (ad esempio i Tetons) a più di 3,3 miliardi di anni fa (ad esempio i Monti Beartooth).

## Storia
Fin dall'ultima grande glaciazione, le Montagne Rocciose sono state abitate da Paleo-indiani prima e da tribù di nativi americani poi, quali Apache, Arapaho, Bannock, Piedi Neri, Cheyenne, Crow, Flathead, Shoshoni, Sioux, Ute, Kutenai (Ktunaxa in Canada), Sekani, Dunne-za e altri. I paleo-indiani cacciarono mammut e antichi bisonti (un animale il 20% più grande del bisonte moderno) proprio ai piedi delle valli montane. Come le moderne tribù che li hanno seguiti, i paleo-indiani sostavano d'estate in pianura seguendo i bisonti, e risalivano la montagna in autunno per la pesca, la caccia (cervi ed alci) e per la raccolta di radici e bacche, accampandovisi per trascorrere l'inverno vicino alle fonti di combustibile (legna da ardere). In Colorado, lungo le cime dello spartiacque continentale, muri di roccia costruiti dai nativi americani risalgono a 5.400-5.800 anni fa. Evidenze scientifiche dimostrano che i nativi americani hanno avuto effetti significativi sulle popolazioni dei mammiferi.
La recente storia umana delle Montagne Rocciose ha subito dei repentini sconvolgimenti. L'esploratore spagnolo Francisco Vázquez de Coronado, con un gruppo di soldati, missionari, e schiavi africani, marciò nella regione delle Montagne Rocciose da sud nel 1540. L'introduzione del cavallo, di strumenti metallici, fucili, e nuove malattie portate dai colonizzatori europei cambiarono profondamente diverse culture native-americane. Le popolazioni native vennero letteralmente estirpate dalla maggior parte dello loro storiche regioni di insediamento da malattie, guerre, perdita di habitat (l'eliminazione dei bisonti) e dai continui assalti alla loro cultura. Nel 1739, i commercianti di pellicce francesi Pierre e Paul Mallet, mentre attraversavano le Grandi Pianure, scoprirono una serie di montagne alle sorgenti del fiume Platte, che una tribù indiana americana locale chiamava "Montagne Rocciose". Tale nome divenne di riferimento per i primi europei in merito a questa catena montuosa ancora inesplorata.

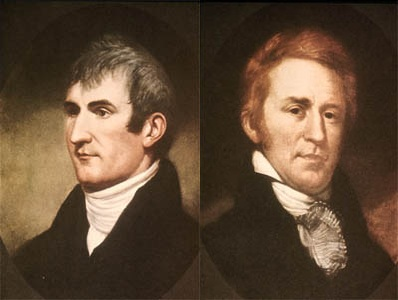
Meriwether Lewis e William Clark

Sir Alexander Mackenzie (1764 – 11 marzo 1820) divenne il primo europeo ad attraversare le Montagne Rocciose nel 1793. Scoprì la parte superiore del fiume Fraser e raggiunse quella che è oggi la costa pacifica del Canada il 20 luglio dello stesso anno, completando la prima traversata transcontinentale registrata dell'America del Nord (intesa come la parte del continente a nord del Messico). Arrivò a Bella Coola nella Columbia Britannica, dove raggiunse le acque dell'oceano presso South Bentinck Arm, un fiordo del Pacifico. 
La spedizione di Lewis e Clark (1804-1806) fu la prima ricognizione scientifica delle Montagne Rocciose. Campioni vennero raccolti contemporaneamente da botanici, zoologi e geologi.
Montanari, soprattutto francesi, spagnoli e inglesi girovagarono per le Montagne Rocciose tra il 1720 e il 1800 in cerca di depositi minerari e pellicce. La Compagnia del Nord-Ovest istituì una stazione di posta a Rocky Mountain House in quella che è l'Alberta nel 1799, e i loro principali concorrenti la Compagnia della Baia di Hudson stabilì Acton House nelle vicinanze. Tali insediamenti servirono come base per la maggior parte delle attività europee nelle Montagne Rocciose Canadesi nei primi anni del XIX secolo. David Thompson, fu il primo europeo a seguire il corso del fiume Columbia raggiungendo l'Oceano Pacifico. Il 24 luglio 1832, Benjamin Bonneville guidò il primo treno attraverso le Montagne Rocciose utilizzando il passo di Wyoming's South.
Migliaia oltrepassarono le Montagne Rocciose sulla rete ferroviaria dell'Oregon Trail dal 1842. I Mormoni iniziarono ad insediarsi vicino al Grande Lago Salato nel 1847. Tra il 1859 e il 1864, venne scoperto l'oro in Colorado, Idaho, Montana, Columbia Britannica portando migliaia di minatori ad esplorare ogni montagna e canyon, dando vita alla principale industria sulle Montagne Rocciose dell'epoca. La ferrovia transcontinentale venne completata nel 1869, e il Parco nazionale di Yellowstone venne stabilito come primo parco nazionale nel 1872. Mentre i coloni riempivano le valli e le città minerarie, la conservazione e la preservazione ambientale iniziò a prendere piede. Il presidente Benjamin Harrison creò diverse riserve forestali nella regione tra il 1891 e il 1892. Nel 1905 il presidente Theodore Roosevelt estese la Medicine Bow Forest Reserve fino ad includere la zona ora gestita come Rocky Mountain National Park. Lo sviluppo economico poggiava sui centri minerari, la silvicoltura, l'agricoltura e le attività ricreative, come pure sulle industrie dei servizi a loro supporto.